# Vinseum
El Museo de las Culturas del Vino de Cataluña o VINSEUM es un museo situado en una antigua casa-palacio de los reyes de la Corona de Aragón (Palacio Real de Villafranca del Panadés), situado en la plaza Jaume I, en Villafranca del Panadés (Barcelona), España. Antiguamente se llamaba Museo de Villafranca del Panadés
El museo está integrado en la Red de Museos Locales de la Diputación de Barcelona.

## Museo
El museo cuenta con amplios fondos propios, con herramientas y utensilios antiguos y modernos, maquetas y modelos auténticos que reflejan la evolución de la tecnología aplicada a la vitivinicultura. Así, cuenta con ánforas, jarrones de cerámica, copas de estaño y de plata y ejemplares de cristalería de Bohemia, Murano o La Granja de San Ildefonso, entre otros. También hay ejemplares de artesanía de madera, odres de piel y una buena colección de porrones. El fondo dispone también de dioramas de bodegas y tabernas de Egipto y de Roma, así como de la bodega del monasterio de Poblet.
A los fondos relacionados con la vitivinicultura hay que añadir los fondos de arte, cerámica (con piezas de los siglos XII a XX), geología, paleontología, ornitología y arqueología, una de las primeras secciones del museo. Asimismo, VINSEUM cuenta con un Centro de Documentación del Mundo del Vino, un archivo musical y un importante fondo de imágenes. Cabe destacar también la colección de artes plásticas en la que el vino ocupa un papel central, con copias muy notables de artistas clásicos.

El Museo también cuenta con un módulo multisensorial llamado "La Mirada Táctil", un espacio de interpretación táctil especialmente adaptado y diseñado para los visitantes que presenten algún tipo de dificultad visual, ceguera o movilidad reducida.

## Historia del edificio

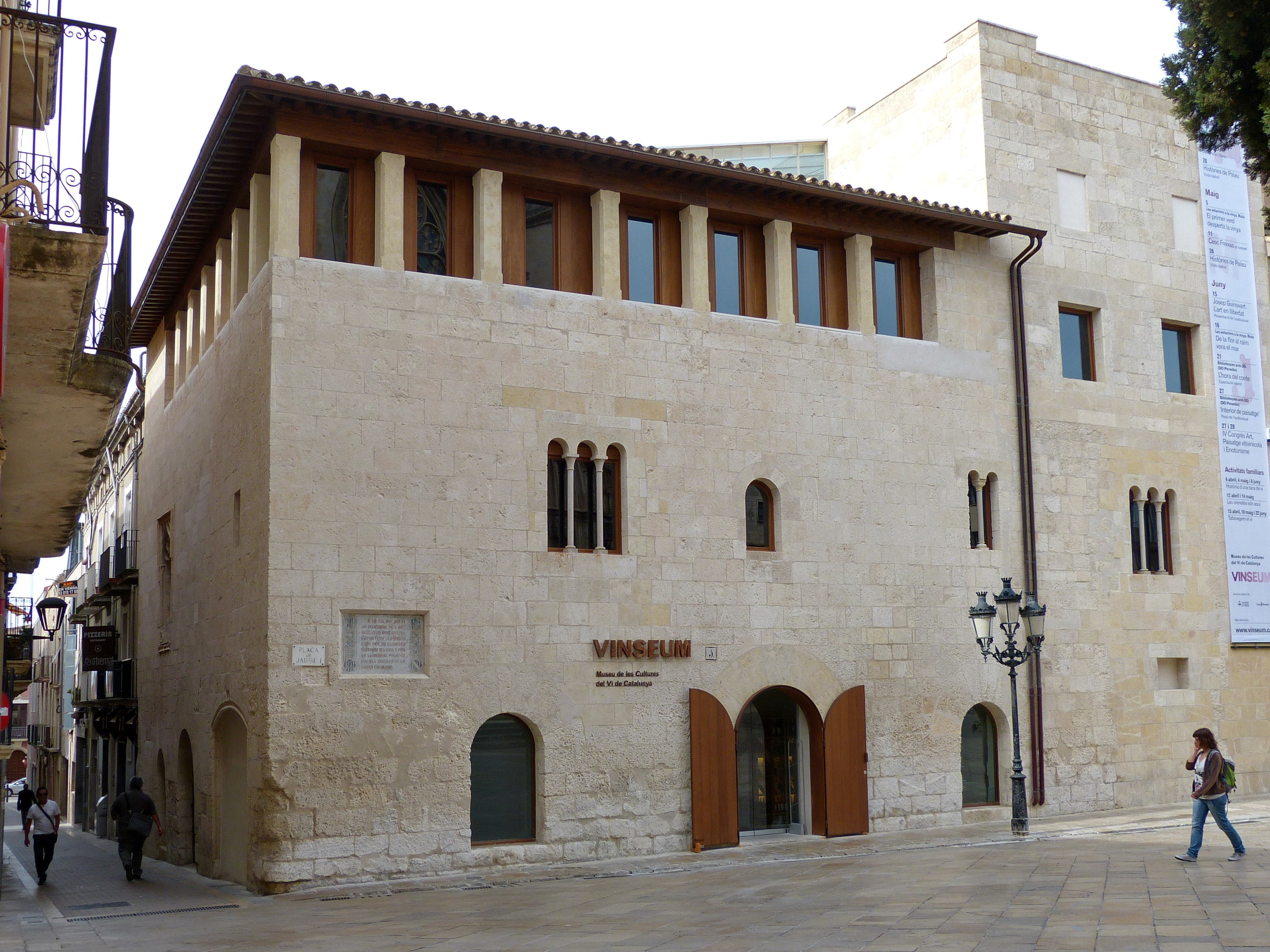
Palacio Real de Villafranca del Panadés, sede principal del museo.

La sede central del Museo se encuentra en la plaza Jaume I, números 1-5. El edificio principal es el antiguo palacio medieval de los monarcas de la Corona de Aragón (Palacio Real de Villafranca del Panadés), construido entre los siglos XII y XIII y muy modificado ulteriormente. Fue comprado por el Ayuntamiento de Villafranca en 1936 a la familia Álvarez-Cuevas para ubicar en él el Museo. A su lado se encuentra Cal Pa i Figues, un edificio adquirido posteriormente por el Museo y reconstruido completamente entre 1966 y 1975. El primer espacio ha sido recientemente reformado, mientras que en el segundo se ha instalado la exposición estable "Tast" de VINSEUM y se han acondicionado espacios para los almacenes y las oficinas.
La capilla gótica de Sant Pelegrí, contigua a Cal Pa i Figues, es un espacio rehabilitado como sala de exposiciones temporales del Museo. Quemada en 1934 y transformada en monumento a los caídos del bando franquista, se reconstruyó a inicios de la década de 1980. El 28 de agosto de 2007 se inauguró la actual reforma que ha permitido mejorar las instalaciones y adecuarla a las exigencias de los nuevos sistemas expositivos.
Por último, el Centro de Documentación del Viñedo y el Vino y el resto de archivos están instalados en el edificio de la calle de la Palma nº 24.